# Baseball au Japon
Le baseball au Japon, communément appelé yakyu (kanji : 野球 ; hiragana : やきゅう, yakyū) est un des principaux sports du pays. Les équipes nationales masculines et féminines ont gagné de nombreuses compétitions internationales.

## Organisation

### Little Leagues
En dehors du cadre scolaire, la principale autorité couvrant le baseball chez les enfants de 12 à 18 ans, est, depuis 1955, la branche japonaise de l'organisation internationale Little League : la Japanese Little League Baseball Association. Cette dernière comprend 12 districts : Hokkaido, Tohoku, Shinetsu, Higashikanto, Kitakanto, Tokyo, Kanagawa, Tokai, Kansai, Chugoku, Shikoku et Kyushu. Au début du XXIe siècle, plus de 300 ligues japonaises sont membres du programme Little League, faisant de l'archipel, le numéro deux mondial derrière les États-Unis à ce niveau.
En 1967, une formation de l'ouest de Tokyo remporte les Little League World Series (en) (11-13 ans) ; une première pour l'Asie.

### Compétitions scolaires
Créé en 1915, le championnat national de baseball scolaire se décompose en deux épreuves au niveau du lycée : le championnat d'été et le tournoi de printemps. Une fédération scolaire organise ces compétitions.

### Compétitions universitaires
Des épreuves universitaire sont disputées depuis 1925. La première des 21 ligues universitaires couvrant l'ensemble du territoire est la Tōkyō 6 qui commence ses activités en 1925.

### Compétitions professionnelles
Le Championnat du Japon de baseball (NPB) est une compétition rassemblant l'élite des clubs japonais de baseball depuis 1950. La NPB comprend actuellement douze clubs qui s'affrontent entre avril et août. Le Saitama Seibu Lions est tenant du titre. Entre 1937 et 1949, le championnat professionnel était la Japanese Baseball League.
Sous ce niveau, il existe, comme aux États-Unis deux types de ligues : mineures ou indépendantes. Les ligues mineures japonaises se limitent à un seul niveau : Ligue de l'Ouest (5 clubs) et Ligue de l'Est (7 clubs).
Parmi les indépendants, on citera la Shikoku-Kyūshū Island League, active depuis 2005 avec 6 clubs, la Baseball Challenge League, créée en 2007 avec 6 clubs et la Kansai Independent Baseball League, fondée en 2008 avec 4 clubs et une expansion à 6 clubs prévue en 2010.

### Compétitions amateurs
Hors du cadre scolaire et des Little Leagues, le baseball amateur se pratique sous l'égide de la Fédération nationale (JABA). Elle regroupe seulement quelque 160 000 licenciés pour 5 000 équipes.

### Équipe nationale
L'équipe du Japon de baseball prend part à des compétitions internationales, comme les Championnats d'Asie, les Jeux olympiques, le Classique mondiale ou la Coupe du monde notamment. Vainqueur des deux premières éditions de la Classique mondiale en 2006 et 2009, le Japon remporte quatorze titres continentaux, dont les trois derniers.

## Histoire

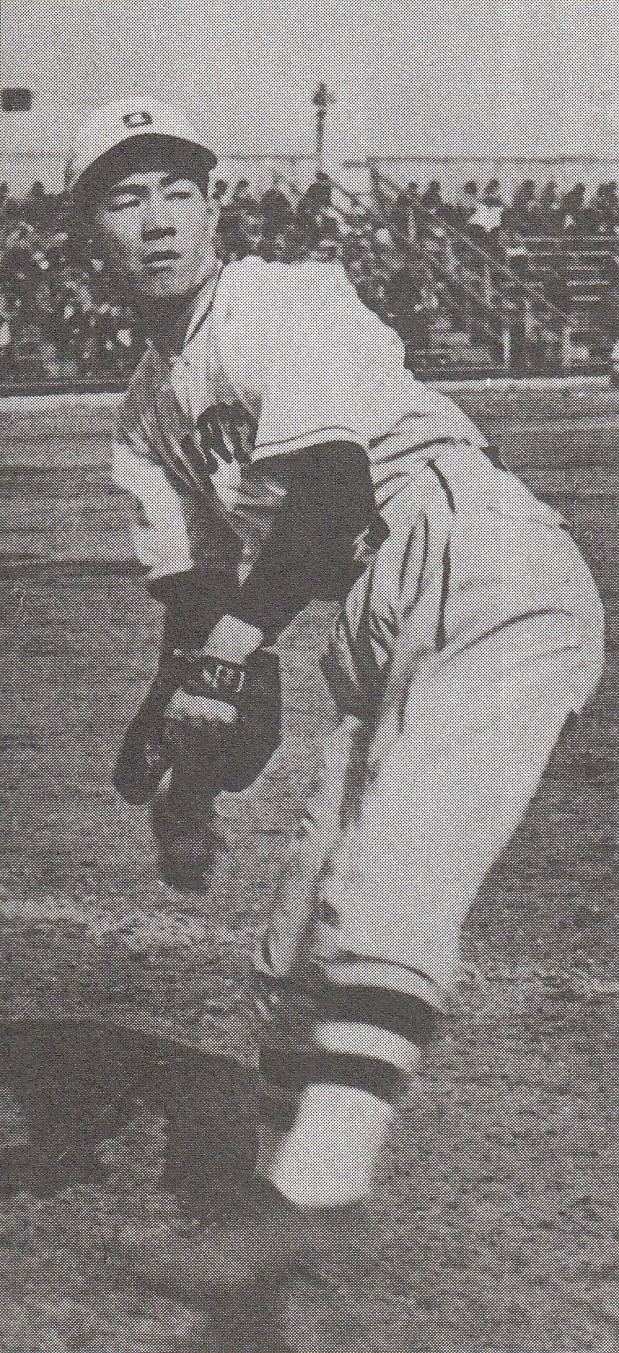
Eiji Sawamura

L'introduction du baseball au Japon reste nébuleuse. L'Américain Horace Wilson aurait initié cette introduction en 1872. Il existe, comme à Cuba, d'autres versions, plus ou moins légendaires, mettant plutôt en avant des étudiants japonais de retour des États-Unis. La première certitude date de 1878 avec la mise en place d'un club au sein de la compagnie de chemins de fer de Tokyo. Le baseball devient un sport scolaire et universitaire dès les années 1880. Le premier défi américano-japonais se tient à Yokohama en 1890 entre des étudiants japonais et des expatriés américains. Les jeunes Japonais s'imposent 29-4 et multiplient alors les rencontres contre les marins américains civils ou militaires, au mouillage dans les ports japonais. Dès les années 1890, des équipes universitaires américaines se rendent au Japon, et les Japonais font de même dans l'autre sens. Le championnat universitaire est créé en 1925.
En 1934, Babe Ruth est à la tête d'une délégation américaine en tournée au Japon. Les joueurs de la Ligue majeure sont accueillis comme d'authentiques héros, Babe Ruth tout particulièrement. Plus d'un million de personnes assistent au défilé de l'équipe américaine dans les rues de Tokyo, tandis que 100 000 spectateurs se massent au Stade Meiji pour assister au premier match de cette tournée de 18 matches. Cette tournée n'est pas la première du genre impliquant des joueurs de ligues majeures (en 1931 puis 1932, déjà, des tournées importantes ont lieu), mais jamais avec des joueurs du calibre de la sélection de 1934. Ruth enchante ses fans en frappant 13 coups de circuit, mais la véritable révélation de la tournée est un jeune lanceur japonais : Eiji Sawamura, 17 ans. Il tient en respect successivement Charlie Gehringer, Babe Ruth, Lou Gehrig et Jimmie Foxx le 11 novembre. Après cet exploit, il devient un héros national.
La première équipe professionnelle est créée en 1934 : les Yomiuri Giants. C'est une équipe corporative, rattachée à l'empire de presse Yomiuri. Lefty O'Doul, organisateur des tournées de 1931, 1932 et 1934, tient un rôle important dans l'émergence du baseball professionnel au Japon. C'est lui qui baptise l'équipe du nom de Giants. Cette formation reste longtemps considérée comme l'« équipe du Japon ».
La ligue professionnelle commence ses activités en 1936 sous le nom de Japanese Baseball League. En 1936, une saison courte est seulement jouée, et, en 1937, la première saison complète est bouclée. Deux épreuves (été et automne) sont même mises en place en 1937 et 1938. La fin de la Seconde Guerre mondiale empêche la tenue de l'édition 1945 du championnat, mais les Américains aident activement à la reprise des compétitions dès 1946.
En 1950, la Ligue explose en deux ligues rivales : la Central League, la plus prestigieuse et la plus riche, et la Pacific League. Les Japan series opposent en fin de saison les champions de ces deux ligues.
Les premiers gaijin (étrangers) font leur entrée en ligue professionnelle durant les années 1960. Leur adaptation à l'approche japonaise du baseball est parfois délicate. La comédie Mr. Baseball avec Tom Selleck joue sur ce décalage, bien qu'en 1992, date de sortie du film, ce décalage est déjà en grande partie gommé sous l'influence des gaijin qui parviennent à faire évoluer le baseball japonais. Le jeu reste en effet très longtemps considéré comme une activité quasi scientifique, où l'éthique prime sur tout le reste. Certains coups comme le take-out slide (forme d'obstruction), jugés non fair-play, restent longtemps interdits... Les gaijin changent la donne, mais les joueurs japonais jouent également leur rôle dans cette évolution. La bascule qui s'effectue durant les années 1920 aux États-Unis avec l'émergence des cogneurs dans la veine d'un Babe Ruth a lieu au Japon pendant les années 1960, notamment à la suite des performances de Sadaharu Oh (868 coups de circuit en carrière), qui fait évoluer le jeu vers une confrontation purement athlétique et plus seulement mentale, scientifique, éthique ou philosophique.

## Stades

### Pacific League
| Equipe                       | Ville        | Stade                        | Capacité        |
| ---------------------------- | ------------ | ---------------------------- | --------------- |
| Chiba Lotte Marines          | Chiba        | Chiba Marine Stadium         | 30 200          |
| Fukuoka SoftBank Hawks       | Fukuoka      | Fukuoka Yahoo! Japan Dome    | 35 773          |
| Hokkaido Nippon Ham Fighters | Sapporo      | Sapporo Dome                 | 40 572          |
| Orix Buffaloes               | Osaka / Kobe | Osaka Dome / Skymark Stadium | 36 477 / 35 000 |
| Saitama Seibu Lions          | Tokorozawa   | Seibu Dome                   | 35 879          |
| Tohoku Rakuten Golden Eagles | Sendai       | Miyagi Baseball Stadium      | 23 000          |

### Central League
| Equipe                 | Ville               | Stade                             | Capacité        |
| ---------------------- | ------------------- | --------------------------------- | --------------- |
| Chunichi Dragons       | Nagoya              | Nagoya Dome                       | 38 414          |
| Hanshin Tigers         | Nishinomiya / Osaka | Koshien Stadium / Osaka Dome      | 50 454 / 36 477 |
| Hiroshima Toyo Carp    | Hiroshima           | MAZDA Zoom-Zoom Hiroshima Stadium | 30,350          |
| Tokyo Yakult Swallows  | Tokyo               | Meiji Jingu Stadium               | 37 933          |
| Yokohama DeNA BayStars | Yokohama            | Yokohama Stadium                  | 30 730          |
| Yomiuri Giants         | Tokyo               | Tokyo Dome                        | 45 600          |